# Gare de Martelange (Luxembourg)
Ne doit pas être confondu avec Station vicinale de Martelange ou Gare de Haut-Martelange.
La gare de Martelange est une ancienne gare luxembourgeoise située dans le village de Rombach, sur la commune de Rambrouch, à la frontière avec la ville belge de Martelange.

## Histoire
La ligne de Noerdange à Martelange est mise en service en 1890. La gare sert de terminus à la ligne à la frontière avec la Belgique et également de dépôt pour le matériel roulant. La ligne est fermée en 1953.
La gare n'a jamais été reliée à la gare belge des lignes Arlon - Martelange et Marche - Martelange de la Société nationale des chemins de fer vicinaux (SNCV).